# توین مونتاین (نیوهمپشایر)
توین مونتاین (به انگلیسی: Twin Mountain) یک منطقهٔ مسکونی در ایالات متحده آمریکا است که در شهرستان کوآس، نیوهمپشایر واقع شده‌است. توین مونتاین ۴۲۷٫۰۳ متر بالاتر از سطح دریا واقع شده‌است.